# Rinaldo del Mel
Rinaldo del Mel (* um 1554 in Mecheln; † um 1598 in den Niederlanden) war ein franko-flämischer Komponist, Sänger und Kapellmeister der späten Renaissance.

## Leben und Wirken
Die Eltern von Rinaldo del Mel lebten seit 1547 in Mecheln; der Vater war Gerichtsvollzieher und Kammerherr am habsburgischen Hof bei der Herzogin Christine von Lothringen. In seiner Heimatstadt trat Rinaldo am 3. März 1562 in die Singschule der Kathedrale Sankt Rumold ein; dort erhielt er Unterricht beim Chorregenten Séverin Cornet. Nach Abschluss seiner musikalischen Ausbildung verließ er seine Heimat und wandte sich nach Portugal, wo er vermutlich ab 1572 am königlichen Hof in Lissabon als maestro unter König Sebastian (bis 1578) und danach unter Heinrich I. (bis 1580) angestellt war. Nach dem Tod von Heinrich I. und nachdem Portugal vom Königreich Spanien annektiert worden war, hat Rinaldo del Mel das Land verlassen und ist in Rom in den Dienst von Kardinal Gabriele Paleotti getreten; dieser ermöglichte ihm, seine Studien bei Giovanni Pierluigi da Palestrina fortzusetzen. Er verfasste hier seine ersten Werke, die im Liber primus mottectorum 1581 erschienen sind. Zwischen April 1583 und Anfang 1584 lebte der Komponist in Chieti und hatte hier eine Anstellung. Am 6. Juli 1584 bekam er die Stellung eines Kapellmeisters an der Kathedrale von Rieti; dort hat er jedoch seine Dienstherren durch häufige Abwesenheiten derart verärgert, dass er nach weniger als einem Jahr, am 14. Mai 1585, seines Amtes enthoben wurde. In diesem Jahr hielt er sich noch in Rom und in L’Aquila auf, im folgenden Jahr in Magliano Sabina und 1587 in Venedig.
Der Fürstbischof von Lüttich Ernst von Bayern berief im Jahr 1587 den Komponisten als Kapellmeister an die dortige Kathedrale St. Lambertus, wo dieser etwa vier Jahre lang blieb. 1591 ging er wieder nach Italien in die Dienste von Kardinal Paleotti in Magliano. In seiner Sammlung Madrigaletti spirituali (1596) ist sein Wunsch vermerkt, nach Tortona zu gehen; es ist unklar, ob er dies erreichen konnte. Möglicherweise blieb er aber bis zum Tod seines Gönners Paleotti am 23. Juli 1597 in dessen Diensten. Im späteren Jahr 1597 hat Rinaldo del Mel noch acht Chansons françaises bei dem Verleger Pierre Phalèse in Antwerpen veröffentlicht, deshalb wird von den musikhistorischen Forschern angenommen, dass er wieder in seine Heimat zurückgekehrt ist und dort vermutlich im darauf folgenden Jahr verstorben ist.

## Bedeutung
Nachdem Rinaldo del Mel Widmungen in italienischer und lateinischer Sprache verfasst hat und auch französische, italienische, lateinische und flämische Texte vertont hat, kann er als besonders gebildete Person gelten. Er hat 4 Motettenbücher und 14 Madrigalbücher hinterlassen, in letzteren sind auch die madrigaletti enthalten. Seine geistlichen Werke zeigen den Einfluss, des Palestrinastils, der ihm von seinem Lehrer Séverin Cornet vermittelt worden war. Eine größere Bedeutung besitzen seine weltlichen Werke für Singstimmen. Der Komponist und Musiktheoretiker Giuseppe Ottavio Pitoni (1657–1743) nannte del Mel den „lieblichsten Komponisten seiner Zeit“ und hat ihn als großen Nachahmer der Natur bezeichnet. Die Madrigale del Mels gehen deutlich über die konservativen Vorbilder seiner Zeit hinaus und basieren häufig auf besonders progressiven Texten und Gedichten (Giovanni Battista Guarini, Torquato Tasso, Giambattista Marino). weniger auf Texten von Petrarca. Als einer von wenigen Komponisten hat er auch den Typ der Madrigaletti berücksichtigt, in dem ein ernster Text auf eine Weise vertont wird, wie sie sonst für „leichte“ und volkstümliche Gattungen gebräuchlich ist.

## Werke
- Geistliche Vokalwerke
  - „Liber primus mottectorum“ zu vier bis acht Stimmen, Venedig 1581
  - „Liber tertius motectorum“ zu fünf bis sechs Stimmen, Venedig 1585
  - „Sacrae cantiones“ zu fünf bis zwölf Stimmen, Antwerpen 1588
  - „Liber quintus motectorum“ zu sechs bis zwölf Stimmen, Venedig 1595
  - Verschiedene Stücke, die zwischen 1585 und 1610 in veröffentlichten Sammeldrucken enthalten sind
  - 4 Stücke in Tabulatur, 1592 und 1595
- Weltliche Vokalwerke
  - „Madrigali“ zu vier bis sechs Stimmen, Venedig 1583
  - „Il primo libro de madrigali a sei voci“, Venedig 1584
  - „Il primo libro de madrigali a cinque voci“, Venedig 1584
  - „Il primo libro de madrigali a cinque e sei voci“, Venedig 1585
  - „Il secondo libro delli madrigaletti a tre voci“, Venedig 1585
  - „Il terzo libro de madrigali a cinque voci“, Venedig 1587
  - „Madrigali a sei voci“, Antwerpen 1588
  - „Il primo libro delli madrigaletti a tre voci novamente rimessi insieme“, Mailand 1590 (nicht identisch mit dem Primo libro delli madrigaletti von 1593)
  - „Il secondo libro de madrigali a sei voci“, Venedig 1593
  - „Il primo libro delli madrigaletti a tre voci novamente ristampato“, Venedig 1593 (Erstauflage unbekannt)
  - „Il quinto libro de madrigali a cinque voci“, Venedig 1594
  - „Il terzo libro delli madrigaletti a tre voci“, Venedig 1594
  - „Il terzo libro delli madrigali a sei voci“, Venedig 1595
  - „Madrigaletti spirituali a tre voci“, Lib. 4, Venedig 1596
  - 8 „Chansons françaises“, Antwerpen 1597